# 甘古特号战列舰 (1911年)
“甘古特”号战列舰（俄語：Гангут）是俄罗斯帝国海军在第一次世界大战前建造的甘古特级无畏舰的首舰，也是这一舰级最后一艘完工的舰船。本舰的名字来源于1714年俄罗斯战胜瑞典海军的甘古特会战。该舰在1914至1915年的冬天建成，但直到1915年中期才做好战斗准备。入役后该舰的任务是保卫芬兰湾免遭德军入侵。但德军并未计划攻入此处，因此该舰主要用于训练，并为布雷行动提供掩护。二月革命后，舰上成员加入了波罗的海舰队的总哗变，并于1918年加入了布尔什维克。由于人手不足，该舰在1918年停用直到1925年才重新服役，此时已被重新命名为“十月革命”号。
在1931年至1934年期间，“甘古特”号进行了改建，安装了新的锅炉、火控系统并大幅扩建了上层建筑。在冬季战争期间，该舰曾参加过一次对芬兰海岸炮兵阵地的炮击行动。1941年初巴巴罗萨行动之前，该舰的防空武器得到了极大加强。在列宁格勒围城战期间，尽管该舰曾遭受过三次轰炸并经历了一年的维修，但仍然为反击德军的苏军部队提供了炮火支援。战后，该舰继续服役并于1954年被改成一艘训练船，之后在1956年从海军名单上除籍，并被逐步拆解。

## 设计和描述
“甘古特”号水线长180（590英尺），全长181.2（594英尺），舷宽26.9（88英尺），吃水深8.99（29.5英尺），比设计多了49（1.61英尺）。该舰实际排水量为24,800公噸（24,400長噸；27,300短噸），比设计排水量23,288公噸（22,920長噸；25,671短噸）多了1,500公噸（1,500長噸；1,700短噸）。

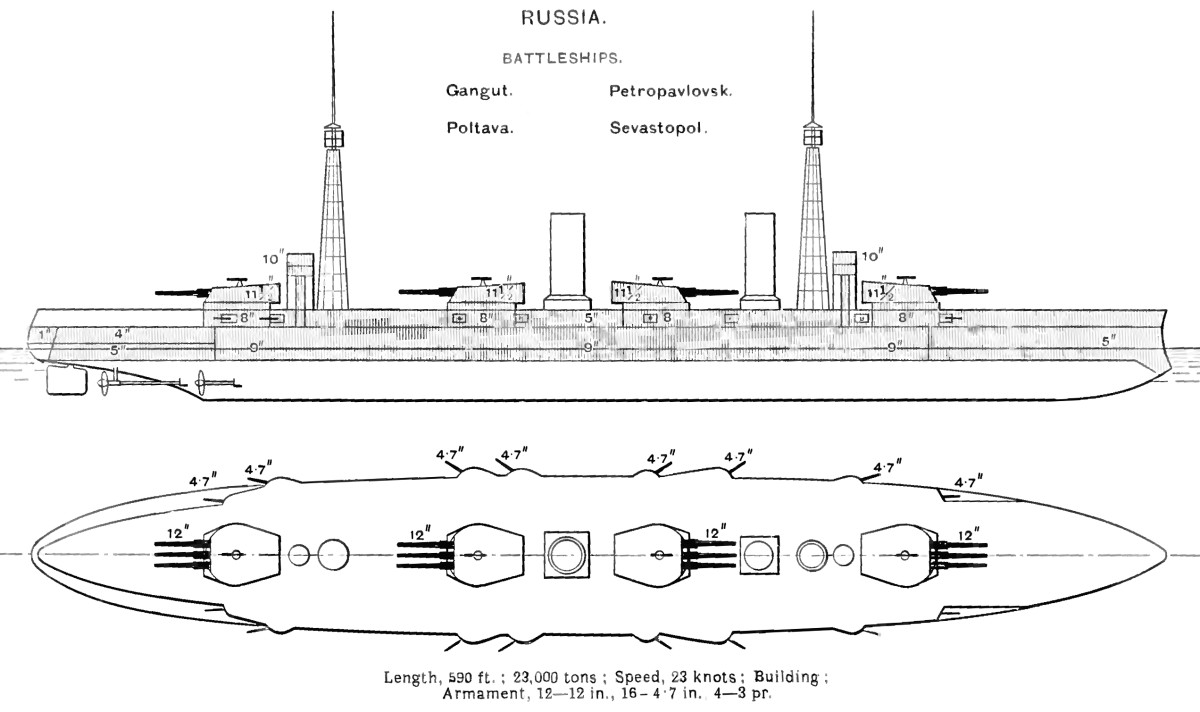
甘古特级战列舰的方案视图

“甘古特”号的动力系统由海军部造船厂建造，由4台帕森斯式汽轮机驱动着4具螺旋桨。机舱位于三号和四号炮塔之间的三个横向舱室内。外侧舱室各有一台高压正转和反转汽轮机，驱动着每侧螺旋桨轴。中央机舱有两台低压正转和反转汽轮机，以及两台驱动两个中心轴的巡航汽轮机。这些引擎的设计总功率为42,000匹軸馬力（31,319千瓦特），但该舰的姊妹舰“波尔塔瓦”号于1915年11月21日进行全速试验时，产生了52,000匹軸馬力（38,776千瓦特），并达到了24.1節（44.6每小時；27.7英里每小時）的最高速度。25台亚罗式锅炉以设计工作压力为17.5標準大氣壓（1,770千帕斯卡；257磅力每平方英寸）向引擎提供蒸汽。每台锅炉都装有桑尼克罗夫特喷油器，用于燃油与燃煤的混合燃烧。这些锅炉被分为两组，前组包括二号炮塔前面的两个锅炉房，最前部的第一锅炉房内有三座锅炉，而第二锅炉房内有六座。后组位于二号和三号炮塔之间，包括两个舱室，每个舱室有八座锅炉。满载时，该舰携带1,847.5長噸（1,877.1公噸）煤和700長噸（710公噸）燃油，在10節（19每小時）的速度下的航程达3,500海里（6,500）。

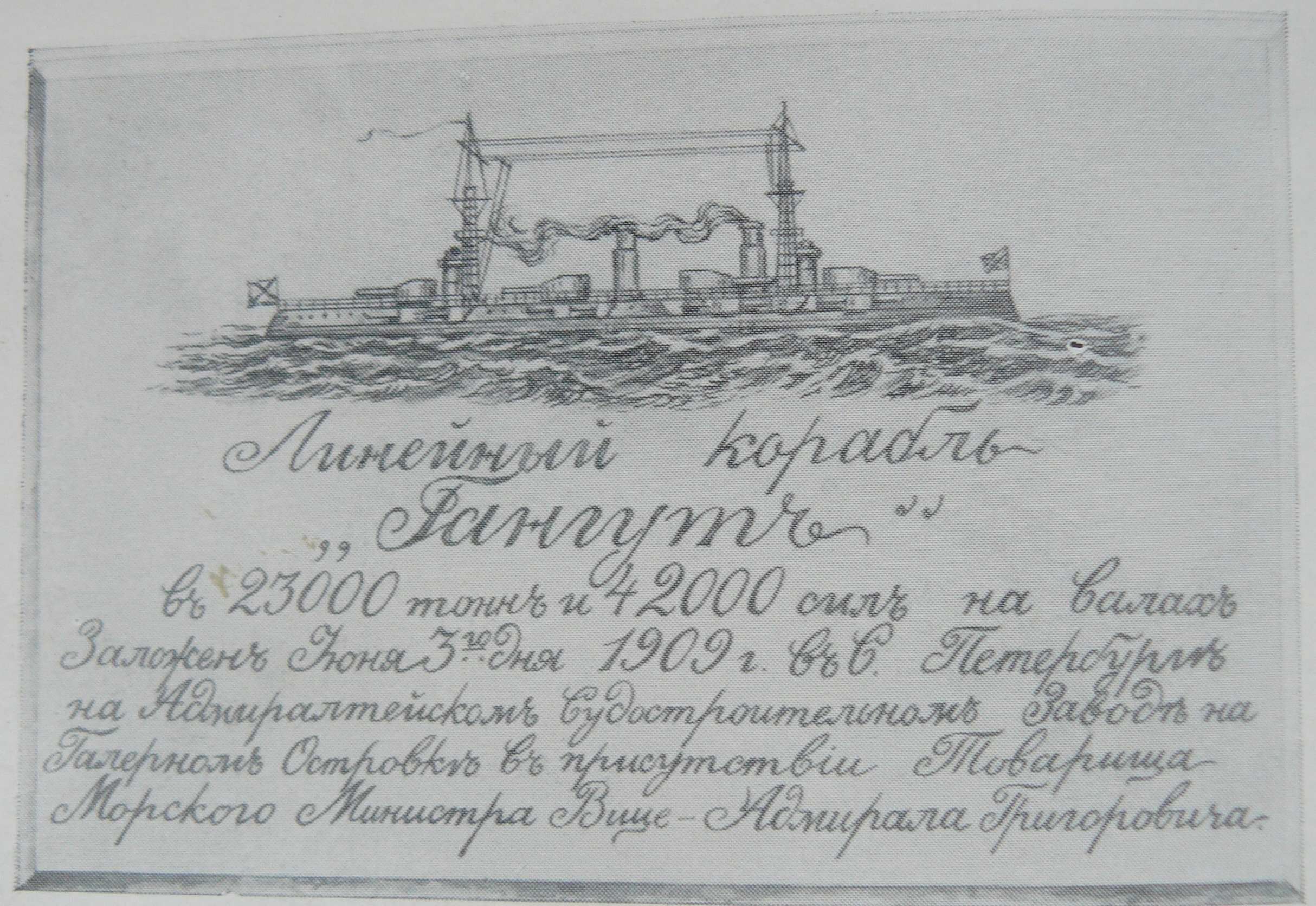
“甘古特”号的银匾

甘古特级战列舰主炮装备包括12门52倍径奥布霍夫斯基12英寸（305毫米）1907年式炮，安装在舰体中轴线上分布的四座三联装炮塔内。俄罗斯人认为，背負式炮塔没有任何优势，从而忽视了轴向射击的价值，并认为上层火炮塔在位于下层火炮塔上方时会因炮口火焰问题而无法开火。他们还相信，分散布置炮塔及其相关弹药库，可以提高舰船的生存能力。16门50倍径4.7英寸（119毫米）1905年式炮被安装在炮舰上用作抵御鱼雷艇的副炮。该舰仅安装了1门30倍径3英寸（76）高射炮，安装在后甲板上用于防空。其他防空炮可能是在第一次世界大战期间假装的，但缺乏进一步记载。布兹邦（Budzbon）称在战争期间，末端炮塔的顶部增加了4门75毫米（3.0英寸）炮。此外还装备有4具17.7英寸（450毫米）的水下鱼雷发射管，每管装载三枚鱼雷。

## 服役
“甘古特”号由圣彼得堡的海军工厂建造，龙骨于1909年6月16日开始铺设，1911年9月22日下水。1914年10月底，该舰意外与姊妹舰“波尔塔瓦”号相撞，这导致原定于1914年11月9日的试航推迟至12月底。“甘古特”号于1915年1月11日入役，抵达赫尔辛基并被分配到波罗的海舰队第一战列舰旅。“甘古特”号及其姊妹舰“塞瓦斯托波尔”号于8月27日为利耶帕亚南部的布雷行动提供远距离掩护，这是俄罗斯帝国海军旗下无畏舰在第一次世界大战期间离开芬兰湾执行的最远的行动。9月10日，该舰意外搁浅，但只受到轻微损伤。11月1日发生了一场小规模的哗变，因为副舰长拒绝在补充完煤炭后为全体船员提供传统的肉类和通心粉晚餐。舰长返回并发放罐装肉晚餐后，舰上秩序恢复正常。11月10日至11日和12月6日，“甘古特”号及其姊妹舰“彼得罗巴甫洛夫斯克”号再次为布雷行动提供远距离掩护。1916年期间，该舰并未参与任何战斗行动。1917年3月16日，舰员在收到圣彼得堡二月革命的消息后，加入了波罗的海舰队的大规模哗变。尽管芬兰湾仍然处于冰封状态，但依照《布列斯特-立陶夫斯克條約》，苏维埃政府必须在1918年3月撤离他们在赫尔辛基的基地，否则会被新独立的芬兰当局拘留。于是，“甘古特”号及其姊妹舰于3月12日率领第一批舰艇出发，并在五天后到达喀琅施塔得，这次行动被称为“冰上航行”。

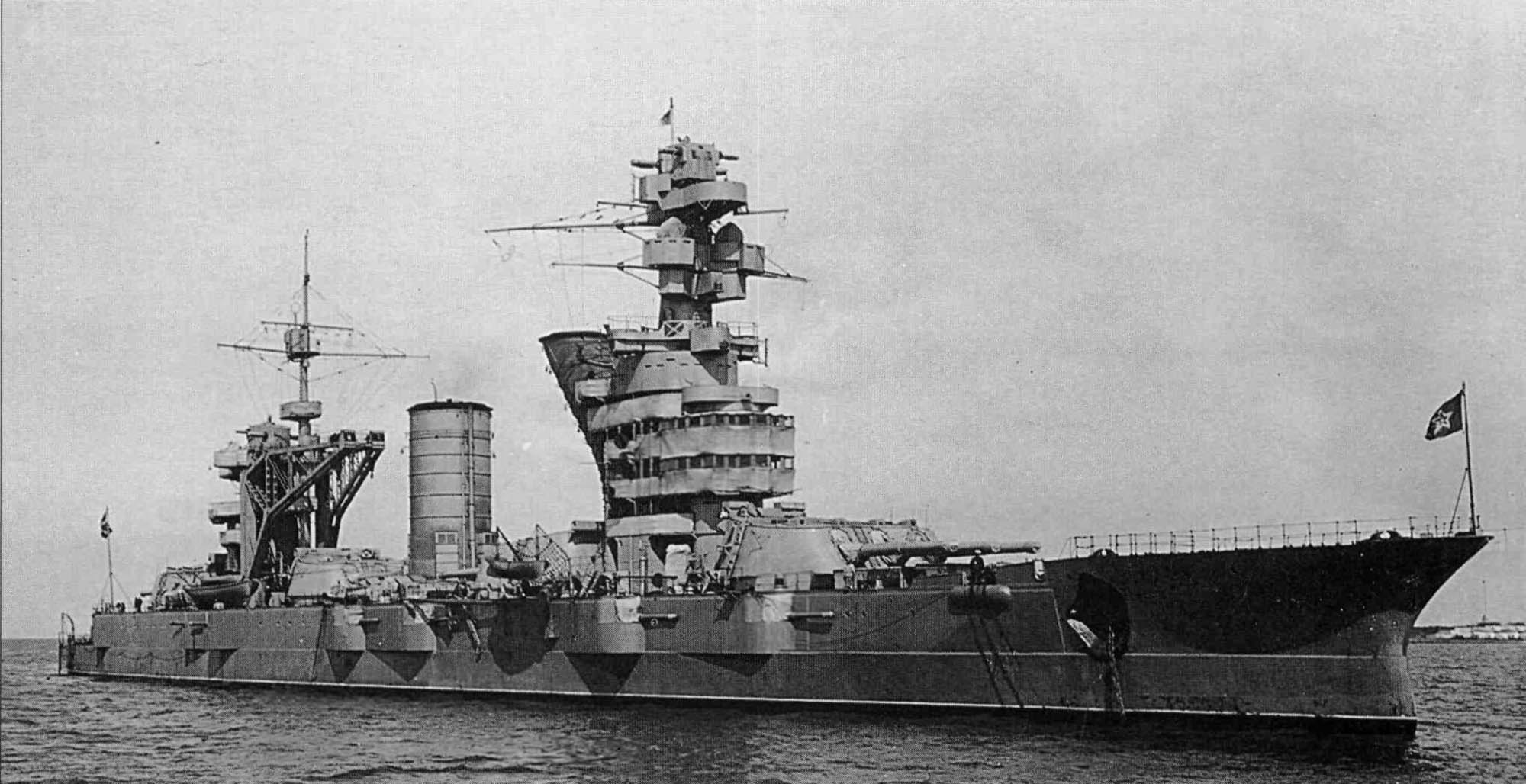
1934年进行现代化改造后的“十月革命”号

由于人手不足，“甘古特”号于1918年11月9日被搁置。1925年6月27日，在进行改装期间，该舰被更名为“十月革命”号（俄語：Октябрьская революция）。1926年3月23日，该舰重新服役并于1931年10月12日吸取了姊妹舰“马拉”号和“巴黎公社”号前期现代化改造的经验开始部分改造工程。原来的管状塔桅被一座更大更坚固的结构取代，上面配备两座带有6（20英尺）蔡司测距仪的KDP-6火控指挥仪。后部上层建筑也被扩建，并在其前部新建了一个结构，顶部也安装了一座KDP-6指挥仪，这需要将主桅向前移动9（30英尺）。这使得“十月革命”号没有足够的空间安装像“马拉”号那样的吊杆，所以在主桅两侧安装了两座大型船用起重机。改造后的“十月革命”号的烟囱向后弯曲，而不是像“马拉”号那样呈一定角度倾斜。每座炮塔都安装了意大利制造的8（26英尺）测距仪，炮塔顶部装甲厚度增加到152（6.0英寸）。为了改善抗波性，本舰安装了类似于“马拉”号的新式艏楼。增加了6门76.2（3.00英寸）34-K防空炮，3门在前炮塔顶部，3门在后炮塔顶部。该舰的25个旧锅炉全部被最初为博罗季诺级战列巡洋舰“伊兹梅尔”号设计的12座燃油锅炉取代。节省下来的空间用于增加一个新的内置纵向水密舱壁，大大提高了该舰的水下防护能力。舰载原有的波伦·阿尔戈钟机械火控计算机升级为苏联仿制的维克斯火控计算机（苏联称为AKUR），以及斯佩里稳定垂直陀螺仪的仿制品。这些改变使该舰的满载排水量增加到26,690公噸（26,270長噸；29,420短噸），总长度增加到184.9（607英尺）。由于上层建筑的扩大，该舰的稳心高度从设计的1.76（5英尺9英寸）下降到1.67（5英尺6英寸）。
“十月革命”号于1934年8月4日完成了改建。在冬季战争期间，该舰仅在1939年12月18日趁芬兰湾结冰前，对贝廖佐维群岛萨伦派的10英寸（254）海岸防御炮进行炮击。但未能造成任何永久性损害便被近弹驱离。苏联占领爱沙尼亚后不久，“十月革命”号航行到塔林。在1941年2月至3月期间，该舰返回喀琅施塔得进行了改装作业，增强了防空武器，还在后甲板上安装了两座双联装76.2（3英寸） 81-K高射炮。这些新装炮的弹药库可能位于舰体两侧最靠后的炮廓里，炮廓里原本的120毫米火炮被撤去了。此外，还增加了12门37（1.5英寸）70-K自动炮，3门分别安装在中部炮塔上，其余6门安装在前后上层建筑上。“十月革命”号还安装了4座双联装和4座单装12.7（0.50英寸）DShK机枪，以及两座防空指挥仪。为了给防空炮腾出空间，原本的大型起重机被来自前德国重巡洋舰“吕措”号的小型起重机所取代。

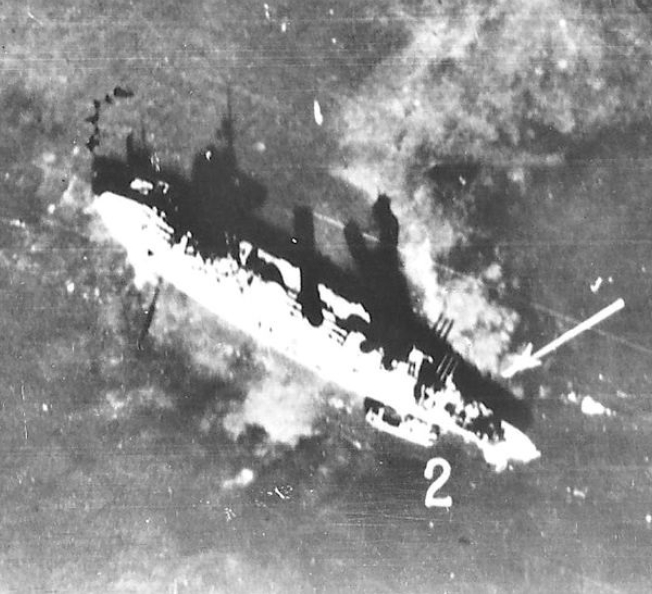
1941年9月23日，德国空军在喀琅施塔得航拍受损的“十月革命”号

1941年6月22日德国入侵苏联时，“十月革命”号正停泊在塔林，但由于德军的推进被迫驶往喀琅施塔得。9月8日，该舰在列宁格勒和喀琅施塔得之间的航道上向德国第18集团军的阵地开火，可能在次日部署了四门120（4.7英寸）火炮用于岸上作战。9月21日，“十月革命”号的舰首被三枚炸弹击中，两座炮塔被击毁。于是该舰在10月23日被送往奥尔忠尼启则船厂进行修理。苏联方面利用这一机会在1942年2月至4月间为该舰增设了4门37毫米70-K高射炮并加装了一座双联装76.2毫米K-81炮。1942年4月4日至5日夜间，该舰再次被第4轰炸机联队的亨克尔He 111投下的一枚重型炸弹和三枚中型炸弹击中，4月24日又遭到三枚炸弹的袭击。该舰的修理工作于1942年11月完成，在9月还加装了一座四联装37毫米46-K炮座。之后，“十月革命”号曾在列宁格勒围城战、1944年1月的列宁格勒-诺夫哥罗德攻势和1944年6月的维堡-彼得罗扎沃茨克攻势期间为苏联军队提供火炮支援。1944年，该舰还经租借法案获得了一套由英国提供的279型防空预警雷达。1944年7月22日，该舰被授予红旗勋章。该舰于1954年7月24日被重新归类为“教学战列舰”，并于1956年2月17日除籍。此后该舰被逐步拆解，但到1958年5月时其残骸依然存在。

## 脚注

### 引文
1. ↑  日本海人社 (2010)，第68頁.
2. ↑  McLaughlin (2003)，第207頁.
3. ↑  全国科学技术名词审定委员会 (2019)，第245頁.
4. ↑  McLaughlin (2003)，第208, 224–225頁.
5. 1 2  McLaughlin (2003)，第220–221頁.
6. ↑  Budzbon (1985)，第303頁.
7. ↑  Цветков (1983)，第107頁.
8. ↑  McLaughlin (2003)，第299頁.
9. ↑  McLaughlin (2003)，第207, 299–303頁.
10. 1 2 3  McLaughlin (2003)，第225頁.
11. ↑  McLaughlin (2003)，第342–344頁.
12. ↑  Friedman (2008)，第278頁.
13. ↑  McLaughlin (2003)，第341, 344頁.
14. ↑  McLaughlin (2003)，第401頁.
15. 1 2  McLaughlin (2003)，第406頁.
16. ↑  Rohwer (2005)，第98頁.
17. 1 2  McLaughlin (2003)，第402, 406頁.